# Crystal Lowe
Yan-Kay Crystal Lowe (Vancouver, 20 gennaio 1981) è un'attrice canadese.

## Biografia e carriera
Lowe nasce a Vancouver da padre cinese e madre scozzese. All'età di otto anni si trasferisce con la sua famiglia ad Hong Kong, dove resta per due anni. Comincia la sua carriera come modella, passando poi alla recitazione all'età di 15 anni: il suo primo ruolo è quello di Nya in un episodio di Stargate SG-1. In seguito continua ad apparire come guest star in serie come The L Word, Masters of Horror, Psych, Bionic Woman e Supernatural. Il suo primo ruolo in un film è nel 2000 in La vendetta di Carter.
Nel 2006 viene scritturata per Final Destination 3; a esso seguono altri ruoli in film horror come Black Christmas - Un Natale rosso sangue e Wrong Turn 2 - Senza via di uscita. Dopo quest'ultimo, ha un cameo ne I Fantastici 4 e Silver Surfer e Tutte pazze per Charlie. Nel 2008 recita in That One Night, Yeti, Poison Ivy: La società segreta e Center Stage: Turn It Up.
Nel 2009 ha un piccolo ruolo nel film d'azione Driven to Kill - Guidato per uccidere con Steven Seagal; nel 2010 è Zoe in Un tuffo nel passato, Vala nella nona stagione di Smallville e Nina nel thriller televisivo Killer Mountain. A metà 2011 viene scritturata per A Little Bit Zombie e Darkness Falls, con Cam Gigandet, Penn Badgley e Kaley Cuoco, in uscita nel 2012. All'inizio del 2012 viene scelta per il ruolo di Toby Nance, uno dei personaggi principali della serie Primeval: New World.

## Filmografia

### Cinema
- La vendetta di Carter (Get Carter), regia di Stephen Kay (2000)
- Sanctimony, regia di Uwe Boll (2000)
- Children of the Corn: Revelation, regia di Guy Magar (2001)
- Insomnia, regia di Christopher Nolan (2002)
- Le spie (I Spy), regia di Betty Thomas (2002)
- Vado, vedo, vengo - un viaggio tutte curve (Going the Distance), regia di Mark Griffiths (2004)
- Blood Angels (Thralls), regia di Ron Oliver (2005)
- Final Destination 3, regia di James Wong (2006)
- Scary Movie 4, regia di David Zucker (2006)
- Snakes on a Plane, regia di David R. Ellis (2006)
- Black Christmas - Un Natale rosso sangue (Black Christmas), regia di Glen Morgan (2006)
- I Fantastici 4 e Silver Surfer (4: Rise of the Silver Surfer), regia di Tim Story (2007)
- Tutte pazze per Charlie (Good Luck Chuck), regia di Mark Helfrich (2007)
- Wrong Turn 2 - Senza via di uscita (Wrong Turn 2: Dead End), regia di Joe Lynch (2007)
- That One Night, regia di Rick Alyea (2008)
- Center Stage: Turn It Up, regia di Steven Jacobson (2008)
- Dim Sum Funeral, regia di Anna Chi (2008)
- Driven to Kill - Guidato per uccidere (Driven to Kill), regia di Jeff King (2009)
- Un tuffo nel passato (Hot Tub Time Machine), regia di Steve Pink (2010)
- A Little Bit Zombie, regia di Casey Walker (2012)
- Charlie, regia di Rob Beare e Greg Hemminger (2012)
- Skate God, regia di Stephen Sobisky (2014)
- Rampage - Attacco al Presidente (Rampage: President Down), regia di Uwe Boll (2016)
- Wonder, regia di Stephen Chbosky (2017)
- Benchwarmers 2: Breaking Balls, regia di Jonathan A. Rosenbaum (2019)

### Televisione
- Stargate SG-1 – serie TV, episodio 1x03 (1997)
- Breaker High – serie TV, episodio 1x08 (1997)
- Le avventure di Shirley Holmes (The Adventures of Shirley Holmes) – serie TV, episodio 3x10 (1998)
- Da Vinci's Inquest – serie TV, 4 episodi (1998-2001)
- Cold Squad - Squadra casi archiviati (Cold Squad) – serie TV, episodi 3x02-3x12 (1999-2000)
- Boys and Girls (The Sausage Factory) – serie TV, episodi 1x03-1x07-1x12 (2002)
- The Secret Life of Zoey, regia di Robert Mandel – film TV (2002)
- The Twilight Zone – serie TV, episodio 1x13 (2002)
- The Life, regia di Lynne Stopkewich – film TV (2004)
- Life as We Know It – serie TV, episodio 1x06 (2004)
- The Collector – serie TV, episodio 2x05 (2005)
- The L Word – serie TV, episodio 2x02 (2005)
- Masters of Horror – serie TV, episodio 1x11 (2006)
- Killer Instinct – serie TV, episodio 1x10 (2006)
- The Evidence – serie TV, episodio 1x08 (2006)
- Totally Awesome, regia di Neal Brennan – film TV (2006)
- Falcon Beach – serie TV, episodio 2x02 (2007)
- Psych – serie TV, episodi 1x15-2x07 (2007)
- Bionic Woman – serie TV, episodio 1x01 (2007)
- Stargate: Atlantis – serie TV, episodio 4x14 (2008)
- Poison Ivy: La società segreta (Poison Ivy: The Secret Society), regia di Jason Hreno – film TV (2008)
- Yeti (Yeti: Curse of the Snow Demon), regia di Paul Ziller – film TV (2008)
- Il ragazzo della porta accanto (The Boy Next Door), regia di Neill Fearnley – film TV (2008)
- Playing for Keeps, regia di Gary Harvey – film TV (2009)
- Il sospetto di Sandra (Trust), regia di Allan Harmon – film TV (2009)
- Supernatural – serie TV, episodio 5x09 (2009)
- Smallville – serie TV, 4 episodi (2010)
- Shattered – serie TV, episodio 1x11 (2010)
- Tiffany Rubin - Storia di una madre (Taken from Me: The Tiffany Rubin Story), regia di Gary Harvey – film TV (2011)
- To the Mat, regia di Robert Iscove – film TV (2011)
- Killer Mountain, regia di Sheldon Wilson – film TV (2011)
- Primeval: New World – serie TV, 13 episodi (2012-2013)
- R. L. Stine's The Haunting Hour – serie TV, episodi 2x17-3x05 (2012-2013)
- Il mistero delle lettere perdute (Signed, Sealed, Delivered) – serie TV, 11 episodi (2013-2014)
- Almost Human – serie TV, episodio 1x07 (2014)
- Republic of Doyle – serie TV, episodio 6x02 (2014)
- Eterna ossessione (The Wrong Wedding Planner), regia di David DeCoteau (2020)

## Doppiatrici italiane
Nelle versioni in italiano delle opere in cui ha recitato, Crystal Lowe è stata doppiata da:
- Eleonora Reti in Psych (ep. 1x15), Sposami a Natale
- Tatiana Dessi in Driven to Kill - Guidato per uccidere, Il mistero delle lettere perdute
- Barbara De Bortoli in Rampage: Attacco al Presidente
- Valeria Vidali in Wrong Turn 2 - Senza via di uscita
- Ilaria Latini in Il ragazzo della porta accanto
- Francesca Manicone ne Il sospetto di Sandra
- Gilberta Crispino in Psych (ep. 2x07)
- Daniela Abruzzese in Eterna ossessione
- Rachele Paolelli in Un tuffo nel passato
- Jenny De Cesarei in Primeval: New World
- Sara Ferranti in Final Destination 3
- Gemma Donati in Smallville
- Giò Giò Rapattoni in Black Christmas
- Laura Romano in Wonder